# Leo Moser
Leo Moser   (Viena, 11 d'abril de 1921 - Edmonton, 9 de febrer de 1970) va ser un matemàtic canadenc d'origen austríac.

## Vida i obra
Tot i haver nascut a Àustria, la família es va traslladar al Canadà quan ell era molt petit; el seu germà petit, Willy, també un matemàtic reconegut, ja va néixer a Winnipeg, la ciutat en la qual es va assentar la família. Després de ser escolaritzat a Winnipeg, es va graduar a la universitat de Manitoba el 1944, va obtenir el màster a la universitat de Toronto l'any següent i el 1950 es va doctorar a la universitat de Carolina del Nord a Chapel Hill amb una tesi en teoria de nombres dirigida per Alfred Brauer. Després d'un curs fent de professor al Texas Technical College va ser contractat per la universitat d'Alberta en la qual va romandre fins a la seva mort el 1970. Moser va patir des de ben petit una cardiopatia, que li va complicar la vida i que, finalment, el va dur a una mort prematura.
Els seus treballs principals van ser en teoria de nombres, camp en el qual va demostrar un teorema que porta el seu nom que afirma que si {\displaystyle (k,m)} son solucions de l'equació d'Erdős-Moser, {\displaystyle 1^{k}+2^{k}+...+(m-2)^{k}+(m-1)^{k}=m^{k}}, i {\displaystyle k\geq 2}, aleshores {\displaystyle m>10^{{10}^{6}}}.
També va fer aportacions interessants en altres branques de les matemàtiques com la geometria amb el problema del sofà o el problema de la corba. El seu germà i altres autors van publicar un llibre amb problemes de problemes de geometria discreta basat principalment en una llista de problemes seva.
Moser va ser una persona amb un gran sentit de l'humor i va escriure nombrosos versos irònics i satírics sobre les matemàtiques i els matemàtics. A més, també va ser un notable jugador d'escacs que va guanyar alguns tornejos canadencs.